# Gornji Srb
Gornji Srb je bivše selo u Zadarskoj županiji.

## Upravna organizacija
Upravno pripada općini Gračac, a od 2011. više ne postoji kao samostalno naselje jer je ujedinjen s naseljem Srbom.

## Zemljopisni položaj
Nalazi se nedaleko od granice s BiH. Sjeverno je Donji Srb a južno je Kunovac Kupirovački.

## Promet
Nalazi se na državnoj cesti D218.

## Stanovništvo
Prema popisu 2001., Gornji je Srb imao 79 stanovnika.